# Hackerberg
Hackerberg è un comune austriaco di 367 abitanti nel distretto di Güssing, in Burgenland. Tra il 1971 e il 1991 era stato accorpato al comune di Ollersdorf im Burgenland.